# Eutachycines annandalei
Eutachycines annandalei är en insektsart som först beskrevs av Kirby, W.F. 1908.  Eutachycines annandalei ingår i släktet Eutachycines och familjen grottvårtbitare. Inga underarter finns listade i Catalogue of Life.